# Ne faites confiance à personne
Ne faites confiance à personne (Trust No 1) est le 6e épisode de la saison 9 de la série télévisée X-Files. Dans cet épisode, qui fait partie de l'arc mythologique de la série, Scully doit déjouer un complot qui vise à localiser Mulder en se servant d'elle.

## Résumé
Doggett et Reyes apprennent à Scully qu'un indicateur anonyme cherche à entrer en contact avec Mulder en prétendant avoir des informations sur les super-soldats. Doggett est enclin à le croire mais Scully se méfie. Plus tard, elle voit un couple avec un bébé se disputer et offre son aide à la femme, Patti, qu'elle finit par inviter à passer la nuit chez elle. Pendant ce temps, Doggett et Reyes cherchent à retrouver la trace de leur mystérieux informateur, qui s'avère être le mari de Patti. Le supérieur de ce dernier surveille Scully.

## Distribution
- Gillian Anderson : Dana Scully
- Robert Patrick : John Doggett
- Annabeth Gish : Monica Reyes
- Terry O'Quinn : l'homme de l'ombre
- Allison Smith : Patti
- Kathryn Joosten : l'agent Edie Boal

## Production
La tagline habituelle du générique, The Truth Is Out There, est transformée pour l'épisode en They're Watching (« Ils observent »).

## Accueil

### Audiences
Lors de sa première diffusion aux États-Unis, l'épisode réalise un score de 5,1 sur l'échelle de Nielsen, avec 7 % de parts de marché, et est regardé par 8,40 millions de téléspectateurs.

### Accueil critique
L'épisode obtient des critiques plutôt négatives. Todd VanDerWerff, du site The A.V. Club, lui donne la note de B. John Keegan, du site Critical Myth, lui donne la note de 6/10.
Dans leur livre, Robert Shearman et Lars Pearson lui donnent la note de 1/5. Dans son livre, Tom Kessenich délivre une critique très négative de l'épisode, affirmant que la série ne ressemble quasiment plus à celle qu'il appréciait. Le site Le Monde des Avengers lui donne la note de 1/4.